# Гай Папий
Гай Папий (на латински: Gaius Papius) е политик на Римската република през втората половина на 1 век пр.н.е. Произлиза от фамилията Папии.
През 65 пр.н.е. той е народен трибун. Автор е на закона lex Papia, наричан lex Papia de civitate или lex Papia de peregrinis exterminandis за римското гражданство на чужденците.